# Mixmag
Mixmag ist ein monatlich erscheinendes britisches Magazin, welches erstmals am 1. Februar 1983 (damals nur 16 Schwarz-Weiß-Seiten) erschienen ist. Die Auflage beträgt 37.139 Exemplare (Stand Juli 2008). Mixmag ist ursprünglich das offizielle Magazin des Disco Mix Club und wird seit Dezember 2005 vom Verlag Development Hell herausgegeben.
Der Inhalt des Magazins widmet sich elektronischer Tanzmusik (bevorzugte Musikrichtung ist House) und Clubs bzw. Partyorten auf der ganzen Welt. Ein spezieller Teil im Magazin behandelt jeden Monat die bevorstehenden Events in Englands Metropolen.
Viele Berichte handeln von DJs, Ibiza und auch Drogenaufklärung.
Mit der Mai-Ausgabe 2006 (Ausgabe 180) erhielt Mixmag ein neues Design. Markant dabei sind vor allem die Abmessungen, welche jetzt deutlich größer als bei üblichen Magazinen ausfallen.

## Mix-CDs
Jeder Ausgabe liegt eine CD mit einem fertigen Mix aktueller Tracks bei.
Auszug von DJs mit dem Magazin beigefügten Mix-CDs:
- Groove Armada
- David Guetta (Titel: Ibiza Terrace Anthems, 2004)
- Timo Maas
- DJ Sasha
- Armand van Helden (Titel: New York Loft Party, Ausgabe 161, Oktober 2004)
- Eric Prydz (Titel: Eric Prydz's Party Detonator, Ausgabe 163, Dezember 2004)
- Paul van Dyk
- Eric Morillo (Titel: Subliminal Sessions Classics, Ausgabe 169, Juni 2005)
- Eddie Halliwell (Titel: Fire It Up!, Ausgabe 176, Jänner 2006)
- Soulwax (Titel: This Is Radio Soulwax, Ausgabe 177, Februar 2006)
- Ferry Corsten (Titel: Mixmag Presents Ferry Corsten, Ausgabe 178, März 2006)
- Switch (Titel: House Bash Up Mix By Switch, Ausgabe 179, April 2006)
- Richie Hawtin (Titel: Electronic Adventures, Ausgabe 180, Mai 2006)
- Hard-Fi (Titel: Hometown Hi-Fi, Ausgabe 181, Juni 2006)
- Tom Neville (Titel: Electro House, Ausgabe 182, Juli 2006)
- Smokin’ Jo (Titel: Terrace Mix, Ausgabe 183, August 2006)